# Jeremy Lin
Jeremy Shu-How Lin (Palo Alto, 23 agosto 1988) è un cestista statunitense con cittadinanza taiwanese.
Lin è divenuto uno dei protagonisti della stagione NBA 2011-12 con la maglia dei New York Knicks: da giocatore poco conosciuto, panchinaro e con poche partite all'attivo in NBA, ha saputo approfittare dell'opportunità di giocare come titolare grazie ai numerosi infortuni subiti dai propri compagni di squadra, sfoggiando prestazioni brillanti. Dal 4 febbraio 2012 ha messo a referto almeno 20 punti in ciascuna partita disputata, per sei partite consecutive, con un record di 38 contro i Los Angeles Lakers. Per celebrare la serie di ottime prestazioni è stato coniato il termine "Linsanity" (gioco di parole con il cognome Lin e la parola insanity, in italiano: follia); il termine richiama foneticamente la "Vinsanity", crasi di “Vince” (Carter) e “insanity”, termine coniato quando Vince Carter giocava nei Toronto Raptors e stupiva per le sue giocate spettacolari.
È il quarto giocatore asioamericano nella storia della NBA (dopo Raymond Townsend, Wat Misaka e Rex Walters) e il primo di origine cinese e taiwanese.

## Biografia

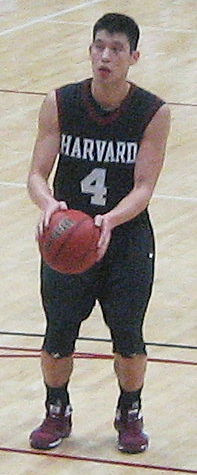
Lin con la divisa della Harvard University

Lin è cresciuto a Palo Alto in California in una famiglia di emigrati di origine taiwanese e cinese. La famiglia paterna è originaria di Beidou nella Contea di Changhua, a Taiwan; quella materna originaria di Pinghu nello Zhejiang, in Cina, e trasferitasi a Taiwan.

## Carriera

### Primi anni
Al termine della stagione 2005-06 alla Palo Alto High School è stato eletto Giocatore dell'Anno della Northern California Division II, ed è stato inserito nel quintetto All-State; Lin ha chiuso il suo ultimo anno a Palo Alto con una media di 15.1 punti, 7.1 assist, 6.2 rimbalzi e cinque palle rubate.

### College
Gli unici college disposti a garantire a Lin l'ammissione nella squadra di pallacanestro furono la Brown e l'Università di Harvard; Lin optò proprio per quest'ultima, che disputava la Ivy League.
Al suo anno da rookie disputò 28 partite, mettendo a referto 133 punti complessivi, con una media di 4,8 a partita. Al suo anno da sophomore le cifre migliorarono sensibilmente: in 30 incontri mise a segno 377 punti, chiudendo con la media di 12,6 a partita. Alzò ancora il rendimento nel suo terzo anno, chiuso con 497 punti in 28 partite (17,8 di media); al suo ultimo anno riuscì a mantenere lo stesso livello, chiudendo con 476 punti complessivi in 29 partite. Dopo essersi laureato in Economia, si dichiarò eleggibile per il Draft NBA 2010.

### NBA
Lin non venne scelto da alcuna squadra al Draft; fu però invitato dai Dallas Mavericks a prendere parte ad alcune partite di Summer League. Prima dell'inizio della stagione NBA 2010-11, ricevette quattro offerte di ingaggio: dai Mavericks, dai Los Angeles Lakers, da una squadra di Eastern Conference il cui nome è rimasto segreto, e dai Golden State Warriors. Il 21 luglio 2010 Lin firmò un accordo biennale proprio con i Warriors.

#### Golden State Warriors
I Golden State Warriors gli offrono un contratto di due anni a 500.000 dollari a stagione. Esordisce contro i Los Angeles Clippers, e segna i suoi primi punti NBA nella partita successiva contro i Los Angeles Lakers, in cui mette a referto anche 3 assist e quattro palle rubate. Sempre contro i Lakers segna 13 punti in 18 minuti (record personale in carriera, fino a quel momento). Durante la stagione partecipa anche alla D-League con i Reno Bighorns. Conclude il campionato NBA con una media di 2,6 punti a partita in 29 incontri.

#### New York Knicks

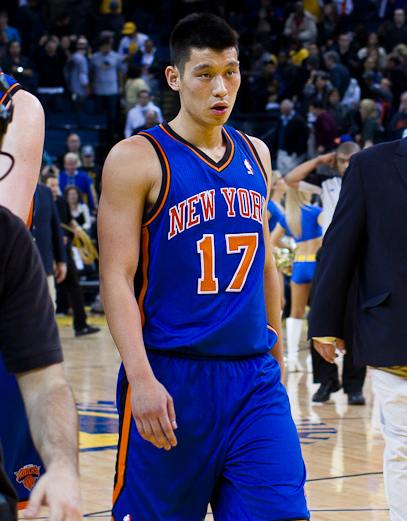
Jeremy Lin con la maglia dei New York Knicks.

Nella stagione 2011-12 passa ai New York Knicks; a New York trova però poco spazio in campo, disputando una media di pochi minuti a gara. Nel febbraio 2012 sfrutta però l'opportunità di giocare titolare, grazie ai numerosi infortuni subiti dai giocatori della squadra. Il 4 febbraio contro i New Jersey Nets mette a segno 25 punti in 36 minuti; nei due incontri successivi ne realizza rispettivamente 28 e 23, realizzando anche la prima doppia doppia della sua carriera grazie a 10 assist. Il 10 febbraio mette a referto 38 punti (record personale in carriera) e sette assist nella vittoria contro i Los Angeles Lakers per 92-85; nella vittoria contro i Minnesota Timberwolves, sua quarta gara consecutiva da titolare, mette a referto altri 20 punti. Il 14 febbraio mette a referto 27 punti e realizza il canestro decisivo a fil di sirena, consentendo ai Knicks di sconfiggere i Toronto Raptors. La striscia di realizzazioni oltre i 20 punti si interrompe il 15 febbraio: Lin realizza infatti 10 punti e 13 assist (record personale) nella vittoria contro i Sacramento Kings. La prima sconfitta arriva tre giorni dopo: i Knicks cedono in casa ai New Orleans Hornets per 85-89, nonostante i 26 punti dello stesso Lin. La partita successiva al Madison Square Garden segna 28 punti con 14 assist (nuovo record) nella vittoria contro i Dallas Mavericks.
Il 17 febbraio viene convocato per il Rising Stars Challenge, la sfida tra rookie e sophomore organizzata nell'ambito dell'All-Star Weekend 2012. Lin non è stato inizialmente selezionato per partecipare alla partita, ma le sue prestazioni hanno convinto la NBA ad aggiungere il suo nome e quello di Norris Cole ai roster delle due squadre. La stagione si conclude però con un infortunio al menisco che lo costringe a saltare i playoff. Comunque questo suo periodo a New York è stato caratterizzato anche da problemi avuti con Carmelo Anthony.

#### Houston Rockets

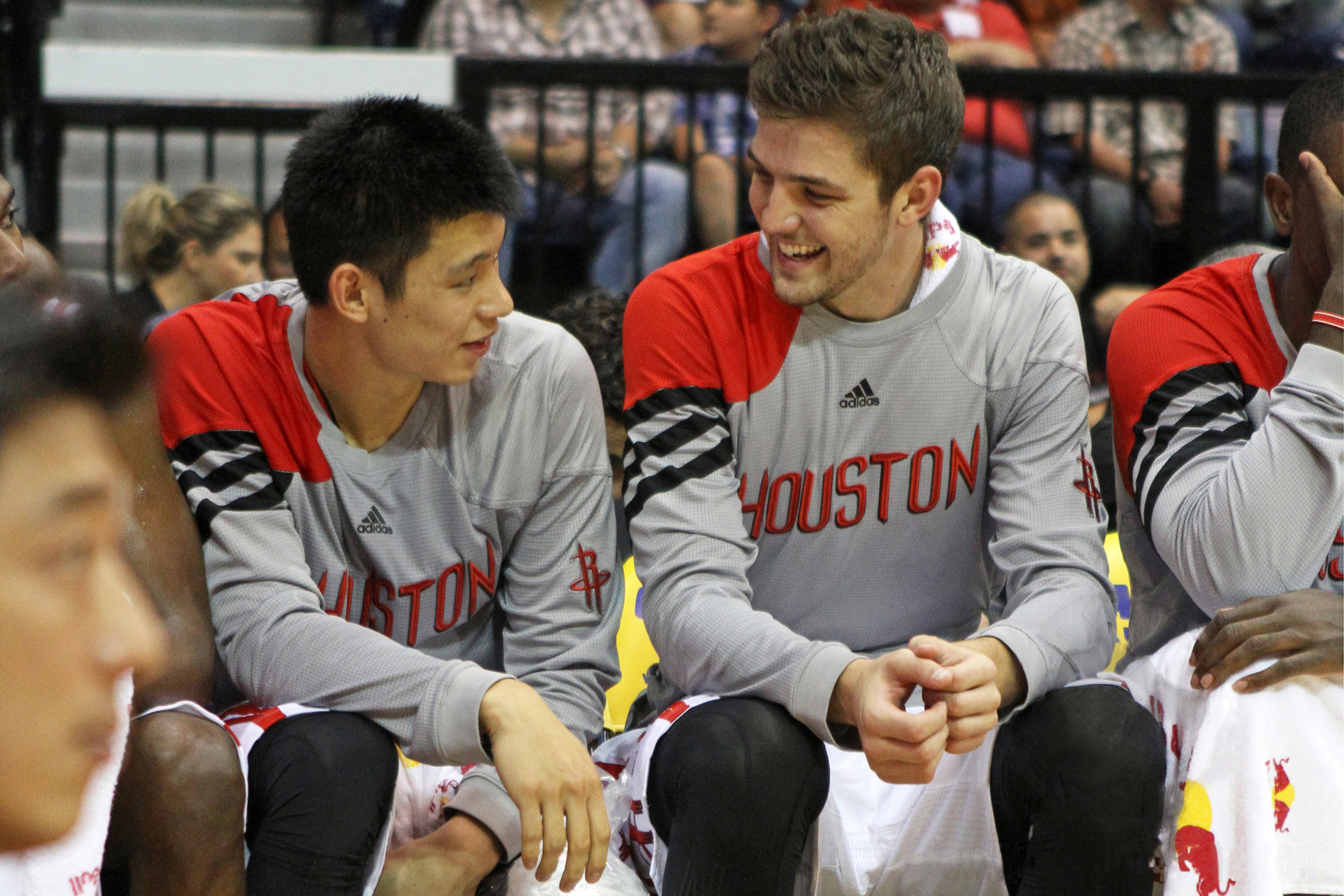
Lin con Chandler Parsons a Houston

Scaduto il suo contratto con i Knicks, Lin riceve la qualifying offer e diventa così restricted free-agent. Il 14 luglio 2012 gli Houston Rockets presentano a Lin la propria offerta, che i newyorkesi decidono di non pareggiare, e pertanto Lin si trasferisce così a Houston, fortemente voluto dal general manager Daryl Morey. Si presenta all'esordio segnando 12 punti e 8 assist contro i Detroit Pistons il 31 ottobre.

#### Los Angeles Lakers
L'11 luglio 2014 viene ceduto ai Los Angeles Lakers insieme ad una prima scelta del draft 2015. A Los Angeles ha giocato 74 partite di cui 30 da titolare, con prestazioni alterne e per questo la sua annata è stata deludente. Con Jordan Clarkson ha formato il primo duo asiatico-statunitense ad avere giocato da titolare una sfida in NBA.

#### Charlotte Hornets
Il 10 luglio 2015 firma con gli Charlotte Hornets.

#### Brooklyn Nets
Il 1º luglio 2016 si accasa ai Brooklyn Nets. Tuttavia la sua esperienza è stata condizionata dagli infortuni che per giunta hanno consentito alla squadra di accantonarlo in quanto Spencer Dinwiddie ha rilevato il suo posto con ottime prestazioni, oltre all'arrivo di D'Angelo Russell nel giugno 2017.

#### Atlanta Hawks
Il 14 luglio 2018 viene ceduto via trade agli Atlanta Hawks.

#### Toronto Raptors
Ottenuto un buyout dagli Atlanta Hawks, il 13 febbraio 2019 passa ai Toronto Raptors ritrovatisi in pochi giorni con una panchina ridotta a causa dei recenti scambi e infortuni. Fa il suo debutto, a poche ore dall'arrivo nella squadra canadese, in casa contro i Washington Wizards mettendo a referto 8 punti e 5 assist. Pur vedendo poco il campo vince con la squadra il primo titolo NBA della franchigia.

## Statistiche
Fonte:
| † | Denota le stagioni in cui ha vinto il titolo |

### College
| Anno      | Squadra         | PG  | PT | MP   | TC%  | 3P%  | TL%  | RP  | AP  | PRP | SP  | PP   |
| --------- | --------------- | --- | -- | ---- | ---- | ---- | ---- | --- | --- | --- | --- | ---- |
| 2006-2007 | Harvard Crimson | 28  | 0  | 18,1 | 41,5 | 28,1 | 81,8 | 2,5 | 1,8 | 1,0 | 0,1 | 4,8  |
| 2007-2008 | Harvard Crimson | 30  | 30 | 31,3 | 44,8 | 27,9 | 62,1 | 4,8 | 3,6 | 1,9 | 0,6 | 12,6 |
| 2008-2009 | Harvard Crimson | 28  | 28 | 34,8 | 50,2 | 40,0 | 74,4 | 5,5 | 4,3 | 2,4 | 0,6 | 17,8 |
| 2009-2010 | Harvard Crimson | 29  | 29 | 32,2 | 51,9 | 34,1 | 75,5 | 4,4 | 4,5 | 2,4 | 1,1 | 16,4 |
| Carriera  | Carriera        | 115 | 87 | 29,2 | 48,1 | 33,3 | 73,3 | 4,3 | 3,5 | 2,0 | 0,6 | 12,9 |

### NBA

#### Regular Season
| Anno       | Squadra           | PG  | PT  | MP   | TC%  | 3P%  | TL%  | RP  | AP  | PRP | SP  | PP   |
| ---------- | ----------------- | --- | --- | ---- | ---- | ---- | ---- | --- | --- | --- | --- | ---- |
| 2010-2011  | G.S. Warriors     | 29  | 0   | 9,8  | 38,9 | 20,0 | 76,0 | 1,2 | 1,4 | 1,1 | 0,3 | 2,6  |
| 2011-2012  | N.Y. Knicks       | 35  | 25  | 26,9 | 44,6 | 32,0 | 79,8 | 3,1 | 6,2 | 1,6 | 0,3 | 14,6 |
| 2012-2013  | Houston Rockets   | 82  | 82  | 32,2 | 44,1 | 33,9 | 78,5 | 3,0 | 6,1 | 1,6 | 0,4 | 13,4 |
| 2013-2014  | Houston Rockets   | 71  | 33  | 28,9 | 44,6 | 35,8 | 82,3 | 2,6 | 4,1 | 1,0 | 0,4 | 12,5 |
| 2014-2015  | L.A. Lakers       | 74  | 30  | 25,8 | 42,4 | 36,9 | 79,5 | 2,6 | 4,6 | 1,1 | 0,4 | 11,2 |
| 2015-2016  | Charlotte Hornets | 78  | 13  | 26,3 | 41,2 | 33,6 | 81,5 | 3,2 | 3,0 | 0,7 | 0,5 | 11,7 |
| 2016-2017  | Brooklyn Nets     | 36  | 33  | 24,5 | 43,8 | 37,2 | 81,6 | 3,8 | 5,1 | 1,2 | 0,4 | 14,5 |
| 2017-2018  | Brooklyn Nets     | 1   | 1   | 25,0 | 41,7 | 50,0 | 100  | 0,0 | 4,0 | 0,0 | 0,0 | 18,0 |
| 2018-2019  | Atlanta Hawks     | 51  | 1   | 19,7 | 46,6 | 33,3 | 84,5 | 2,3 | 3,5 | 0,7 | 0,1 | 10,7 |
| 2018-2019† | Toronto Raptors   | 23  | 3   | 18,8 | 37,4 | 20,0 | 81,0 | 2,6 | 2,2 | 0,4 | 0,3 | 7,0  |
| Carriera   | Carriera          | 480 | 221 | 25,5 | 43,3 | 34,2 | 80,9 | 2,8 | 4,3 | 1,1 | 0,4 | 11,6 |

#### Play-off
| Anno     | Squadra           | PG | PT | MP   | TC%  | 3P%  | TL%  | RP  | AP  | PRP | SP  | PP   |
| -------- | ----------------- | -- | -- | ---- | ---- | ---- | ---- | --- | --- | --- | --- | ---- |
| 2013     | Houston Rockets   | 4  | 3  | 21,0 | 25,0 | 16,7 | 100  | 2,0 | 2,0 | 0,5 | 0,3 | 4,0  |
| 2014     | Houston Rockets   | 6  | 0  | 29,5 | 41,0 | 21,7 | 81,3 | 3,7 | 4,3 | 0,5 | 0,2 | 11,3 |
| 2016     | Charlotte Hornets | 7  | 0  | 27,0 | 41,3 | 21,4 | 82,1 | 2,3 | 2,6 | 0,7 | 0,0 | 12,4 |
| 2019†    | Toronto Raptors   | 8  | 0  | 3,4  | 22,2 | 50,0 | 100  | 0,4 | 0,5 | 0,1 | 0,0 | 1,1  |
| Carriera | Carriera          | 25 | 3  | 19,1 | 37,6 | 21,6 | 83,6 | 2,0 | 2,2 | 0,4 | 0,1 | 7,2  |

## Palmarès

### Club
- Campionato NBA: 1

Toronto Raptors: 2019